# Paraxenylla mangle
Paraxenylla mangle är en urinsektsart som först beskrevs av Murphy 1965.  Paraxenylla mangle ingår i släktet Paraxenylla och familjen Hypogastruridae. Inga underarter finns listade i Catalogue of Life.